# Genmab
Genmab est une entreprise danoise de biotechnologie basée à Copenhague.

## Histoire
Genmab est issue d'une scission de Medarex, une entreprise américaine de biotechnologie, en 1999.
En avril 2024, Genmab annonce l'acquisition de ProfoundBio, entreprise américaine spécialisée dans l'oncologie, pour 1,8 milliard de dollars.